# Caoshan Benji
Caoshan Benji (840-901) (japonais: Sôzan Honjaku) est un maitre du bouddhisme chinois Chan. Il est un des deux fondateurs, avec Dongshan Liangjie, de l'école Caodong  — appelée plus tard Sôtô au Japon. Le nom de ce courant est une fusion de leurs deux noms. 
Jeune, il a étudié le confucianisme. Donghan Liangjie fut son maître pendant un temps. Caoshan Benji s'est ensuite établi sur la montagne Cao (Caoshan).